# Johann Sigmund Zeller von und zu Leibersdorf

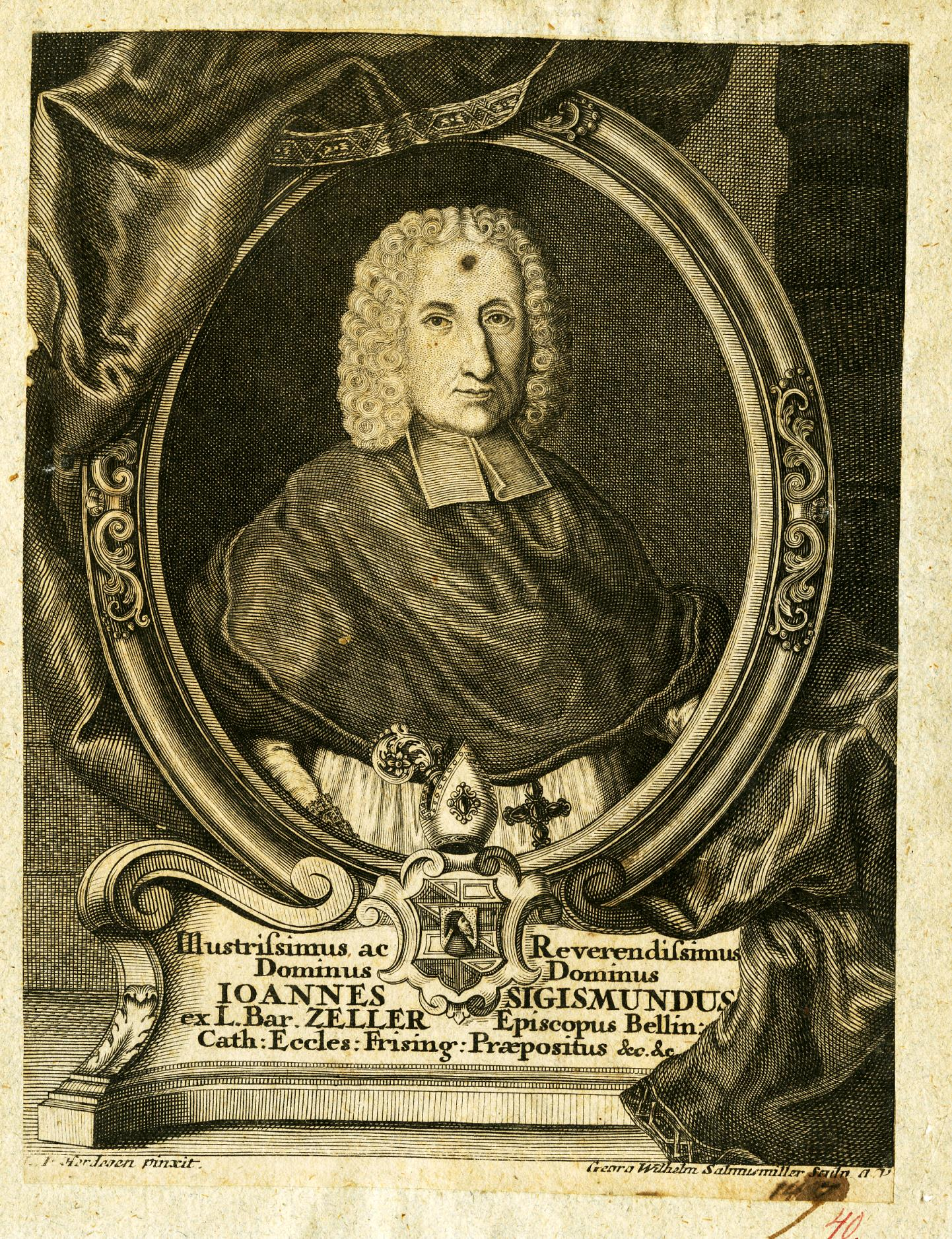
Johannes Sigismund Zeller

Johann Sigmund Zeller von und zu Leibersdorf (* 16. März 1653 in Aichach; † 30. Dezember 1729) war ein deutscher römisch-katholischer Geistlicher.
Leibersdorf erhielt am 4. April 1676 die Priesterweihe. Am 6. Oktober 1692 ernannte Papst Benedikt XIV. ihn zum Weihbischof in Freising und Titularbischof von Belline. Franz Christoph Rinck von Baldenstein, Weihbischof in Eichstätt, spendete ihm am 2. November 1692 in Freising die Bischofsweihe. Mitkonsekrator waren Johann Eustach Egolf von Westernach, Weihbischof in Augsburg, und Albert Ernst von Wartenberg, Weihbischof in Regensburg.